# 達特福德區
達特福德區（英語：Dartford District），英國英格蘭東南區域肯特郡的一個非都市區（地方第二級區政府），市議會所在地，位於同名的達特福德。
達特福德區成立於1974年4月1日，根據1972年地方政府法。目前塞文歐克斯區下轄17個民政教區。